# Ford Mustang (2014)
La Ford Mustang VI (nome in codice S-550) è la sesta generazione dell'omonima vettura, una pony car prodotta dalla casa automobilistica statunitense Ford dal 2014 all'aprile 2023.

## Contesto

### Presentazione e debutto

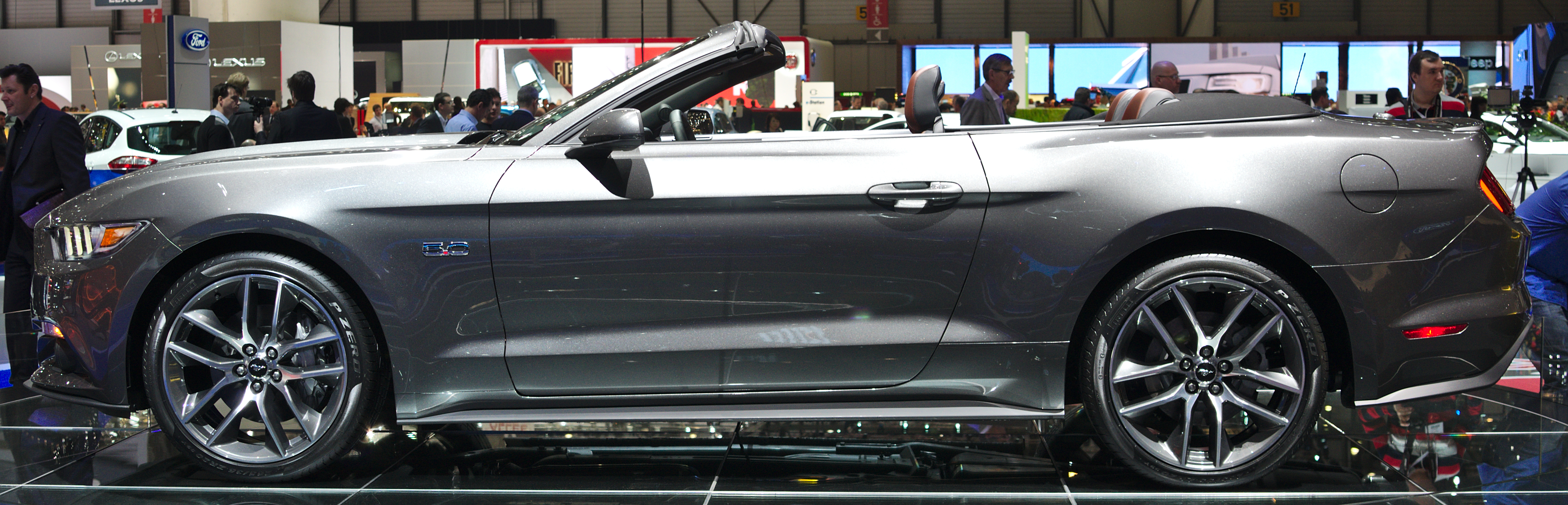
Linea laterale di una Mustang Convertible

La sesta generazione viene presentata il 5 dicembre del 2013, mentre la produzione è stata avviata presso l'Assembly Plant di Flat Rock nel Michigan a partire dal 14 luglio 2014, con l'inizio delle vendite programmato per il novembre dello stesso anno, come model year 2015, in versione coupé o cabriolet.
Il primo esemplare pre-serie è stato battuto all'asta nel gennaio 2014 per 300.000 dollari, mentre sul mercato europeo, il 24 maggio 2014, in occasione della finale di Champions League, sono state aperte le ordinazioni on-line per i primi 500 esemplari pre-produzione a tiratura limitata. Il debutto della sesta serie ha conciso con il 50º anniversario dell'inizio della produzione del modello, iniziata nel 1964.
La sesta generazione della Ford Mustang ha debuttato il 5 dicembre 2013 con eventi mediatici paralleli che hanno avuto luogo a Dearborn nel Michigan, Los Angeles in California, New York, Barcellona, Shanghai, e Sydney. La Mustang nel 2015 segna il 50º anno di produzione ininterrotta della vettura statunitense, che ha avuto inizio nel marzo del 1964 con il debutto della Mustang originale alla New York World's Fair il 17 aprile 1964 a Flushing, nel Queens.

### Profilo, tecnica e meccanica

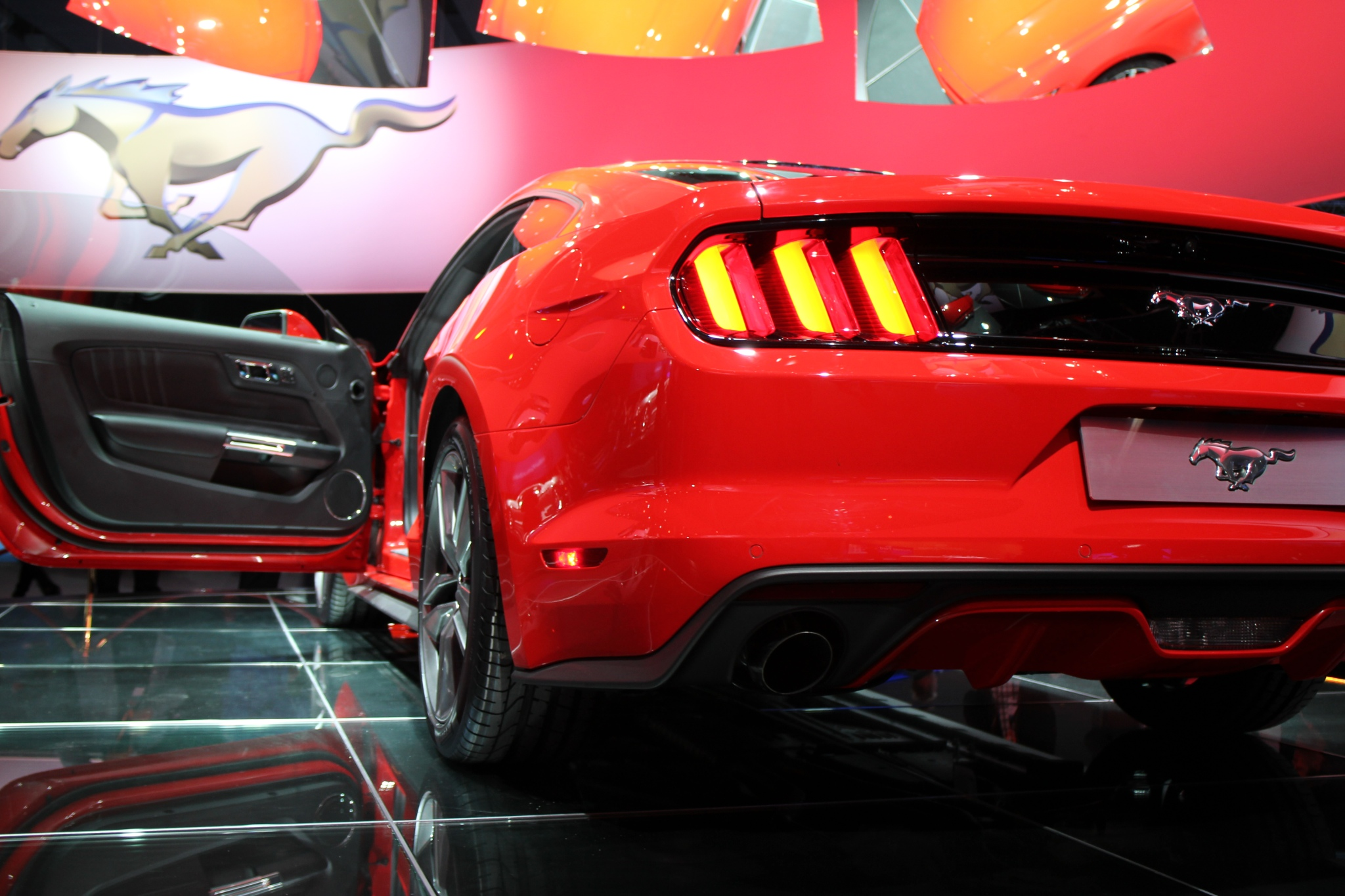
Dettaglio posteriore di una Ford Mustang del 2013; notare i 3 fari a LED caratteristici della muscle car americana

I cambiamenti rispetto alle precedenti serie è radicale. Si tratta della prima generazione di Mustang pensata per il mercato globale, e non solo per quello statunitense. La nuova Mustang è in vendita in tutti i mercati nei quali la Ford è presente, seguendo la politica aziendale denominata One Ford di sviluppare una linea di automobili globali, al pari di modelli come la Fiesta, la Focus o la Mondeo; la Mustang viene prodotta per la prima volta, anche con guida a destra installata direttamente in fabbrica per i mercati che la prevedono, quali Regno Unito o Australia; precedentemente, le Mustang venivano adattate aftermarket o semplicemente mantenute con guida a sinistra in questi mercati. La sesta generazione della Ford Mustang è anche la prima ad essere commercializzata e ufficialmente importata in Italia.
Le maggiori novità del modello sono a livello tecnico. Per la prima volta, al posto delle sospensioni posteriori ad assale rigido, la sportiva a stelle e strisce è dotata di un sistema a ruote indipendenti di tipo multilink su tutti i modelli, più adatto a una guida sportiva e al contempo confortevole. Ford renderà comunque disponibile solo sul mercato americano, una versione "spoglia" dotata di un ponte rigido posteriore, adatta a modificazioni per le drag racing. I motori disponibili sono un 2.3 litri Ecoboost quattro cilindri turbo da 315 cavalli a iniezione diretta, un 3.7 litri V6 Cyclone da 310 cavalli (solo per il mercato USA) e un 5.0 V8 Coyote da 435 cavalli, disponibili con cambio manuale o automatico entrambi a sei rapporti.

## Design

### Carrozzeria

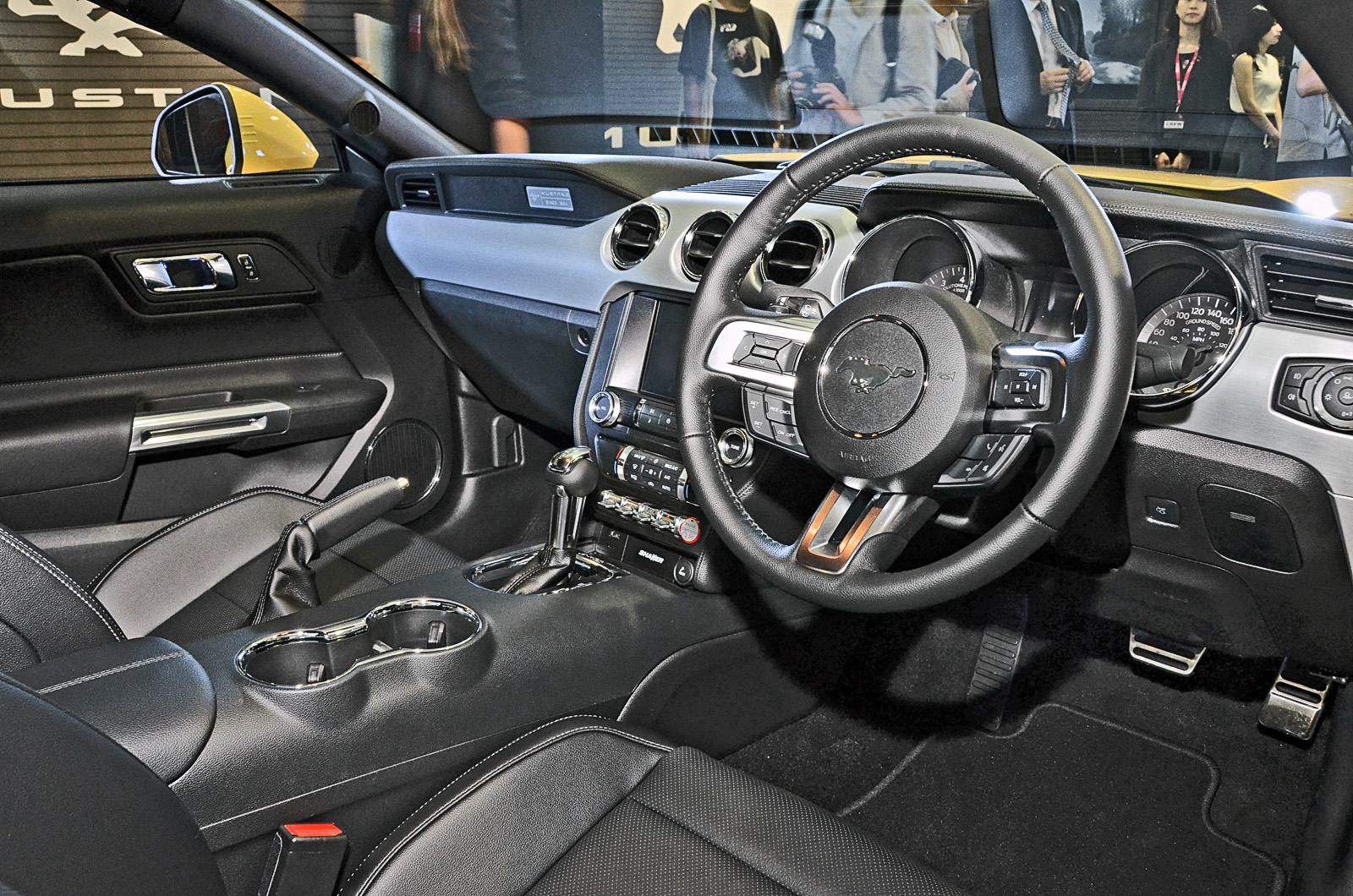
Interni di una Mustang

Questa generazione della Mustang è stata influenzata nell'estetica dal nuovo design Evos di Ford, che è presente in tutte le auto della gamma Ford, caratterizzato da una griglia anteriore molto ampia a T rovesciata di forma esagonale e dei fari anteriori molto sottili e allungati.
Nella parte posteriore rimane la barra orizzontale di colore nero che ingloba i fari a 3 barre verticali che hanno caratterizzato tutte le Mustang delle precedenti generazioni, tuttavia è dotata di un sistema di illuminazione a LED.

### Interni
Lo stile degli interni della nuova Mustang richiama in alcuni dettagli il posto guida di conduzione di un velivolo. Rispetto alla generazione precedente gli interni vantano una maggiore larghezza e spazio. Il cruscotto presenta una strumentazione a binocolo per contagiri e tachimetro. Gli interni sono migliorati nelle finiture e negli assemblaggi, con opzione di avere anche finiture in pelle.

## Restyling 2017

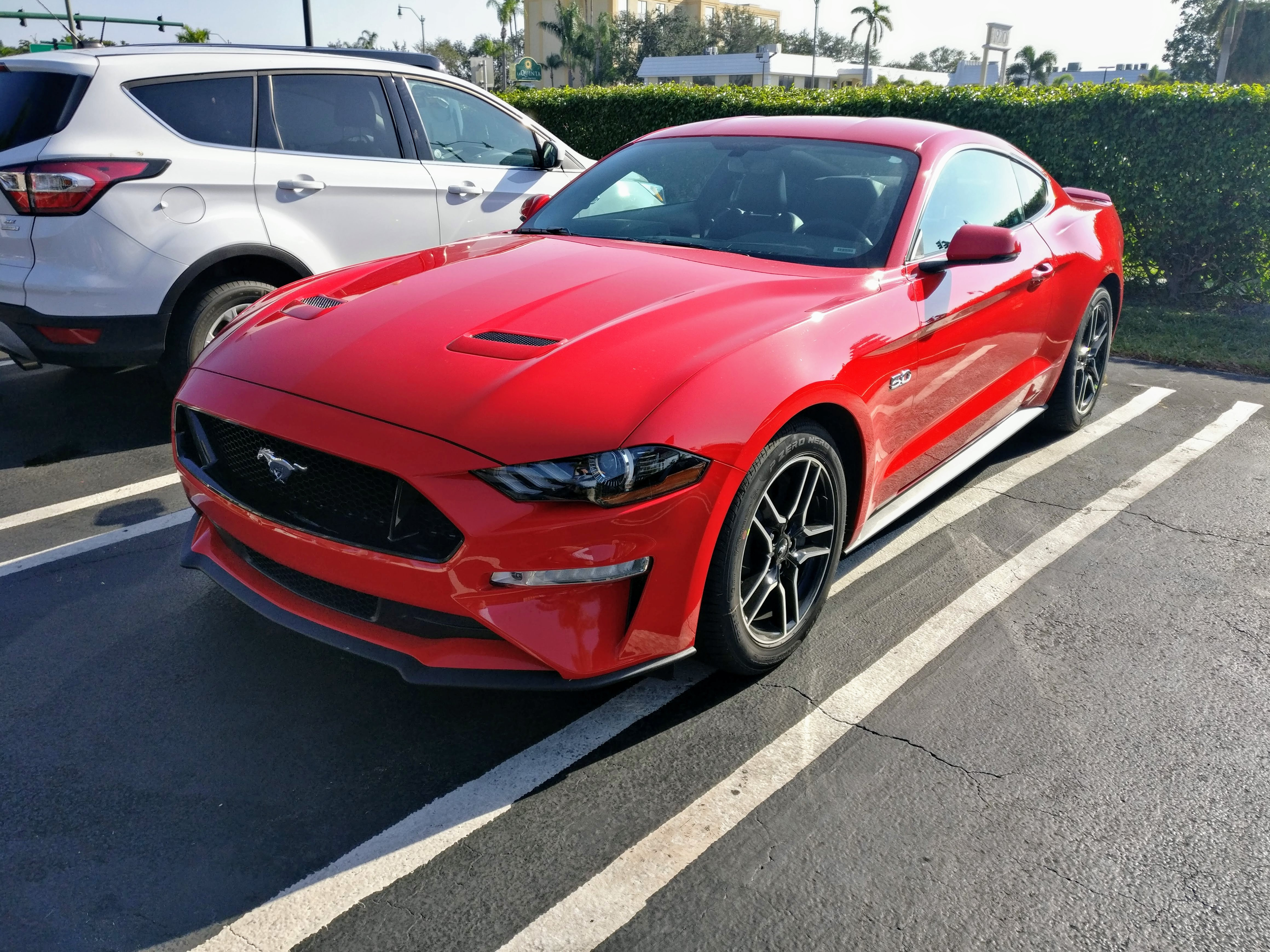
Una Mustang ristilizzata del 2017

Il 17 gennaio 2017, la Ford ha annunciato un restyling della Mustang. Oltre ai cambiamenti stilistici (con nuovi paraurti, spoiler e fanali posteriore e frontale completamente ridisegnato con paraurti, calandra e fari dalla linea più snella e arrotondata), vi sono variazioni anche nella gamma motori con l'eliminazione del modello V6 (lasciando il motore EcoBoost come base della Mustang), nuove sospensioni con sistema magnetoreologico e l'aggiunta di una trasmissione automatica a 10 velocità (in sostituzione del precedente cambio automatico a 6 velocità) con una rivisitazione delle trasmissioni manuali.
Nell'abitacolo vi è un nuovo cruscotto completamente digitale da 12 pollici in sostituzione del precedente analogico a lancette e un generale miglioramento delle finiture intere. Sul 2.3 litri EcoBoost è stata diminuita la potenza a 290 cv incrementando la coppia motrice, mentre sul 5.0 litri V8 è stata aumentata la potenza agli alti regimi di rotazione e la coppia ai bassi regimi con un complessivo aumento della risposta e della fluidità di erogazione grazie a delle migliorie al sistema sistema di alimentazione a iniezione diretta denominato dual-fuel.

## Versioni speciali

### Shelby GT350 (2015-2023)

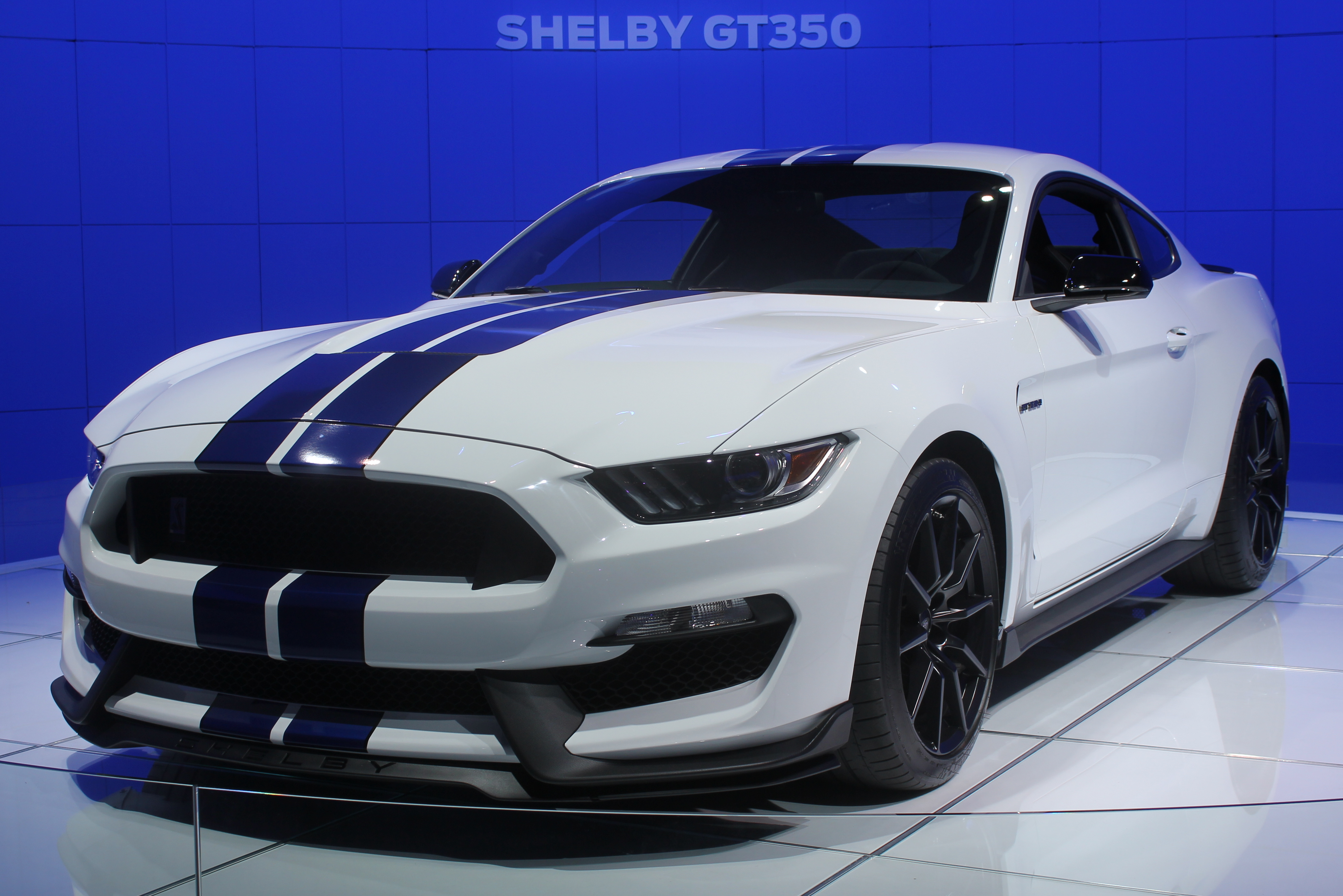
Ford Mustang Shelby GT350

Per il 2015 la casa di Detroit ha introdotto una variante speciale della coupé del Michigan, la Shelby GT350, con un motore da 5,2 litri V8 Voodoo con albero motore piatto da 533 CV 7500 giri/min e 582 Nm di coppia disponibili da 4750 giri/min, con il limitatore posto a 8250 giri/min. La GT350 è più incentrata per la guida in pista rispetto alla precedente Shelby GT500. Caratteristiche per questo modello sono la taratura del telaio irrigidito, significativi cambiamenti aerodinamici, dischi freno forati accoppiati con pinze Brembo, sospensioni MagneRide, cambio manuale a sei marce Tremec e sedili Recaro. Inoltre è presente un supporto rinforzato in fibra di carbonio del radiatore che dirige i flussi d'aria di raffreddamento dalla presa d'aria per le varie componenti.
Il motore, dotato di testata bialbero a 32 valvole e con cilindrata di 5163 cm³, è un'evoluzione del motore V8 Coyote della Mustang GT. Il propulsore è stato sviluppato appositamente per la versione Shelby GT350 della sesta generazione della Mustang. Alesaggio e corsa sono stati aumentati in confronto al 5,0 litri rispettivamente a 94 mm e 93 millimetri, con il rapporto di compressione che è pari a 12,0:1.

### Shelby GT350R (2015-2023)

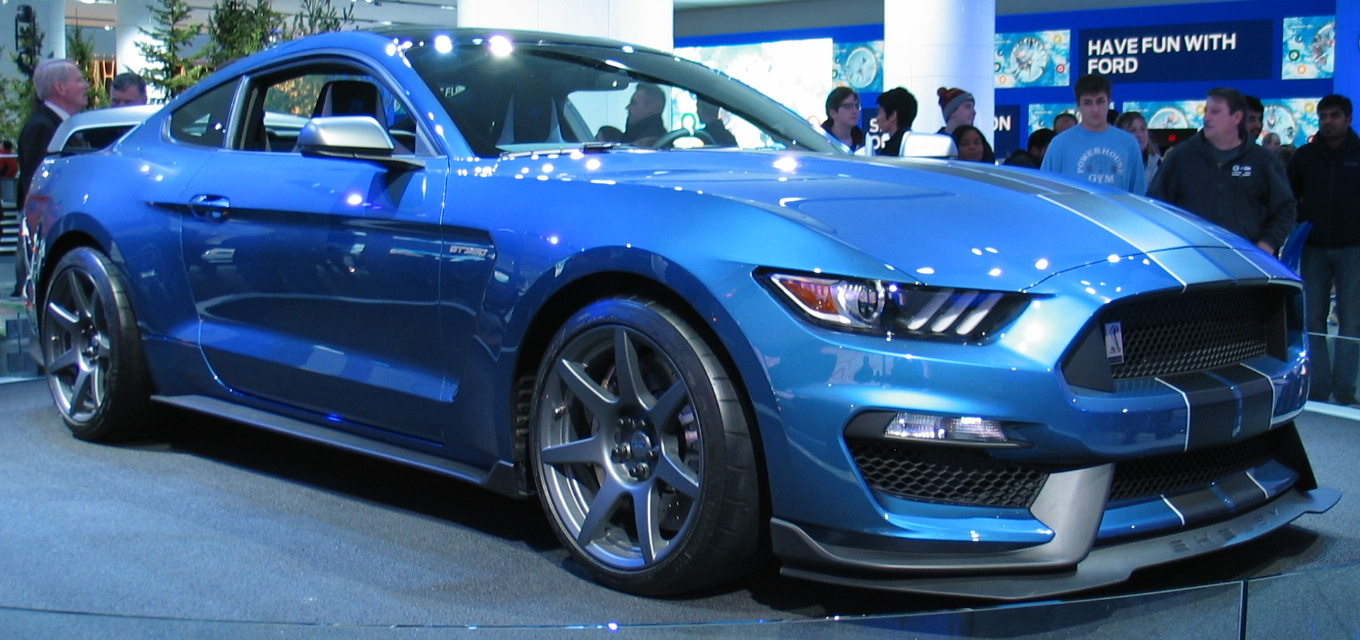
Shelby GT350R

Un'edizione ulteriormente potenziata e ancor più estrema della GT350 è stata presentata dalla Ford al Salone di Detroit del 2015, denominata Shelby GT350R. Costruita in solo 37 esemplari, il primo del quale numero #001 è stato venduto per 1 milione di dollari, la Shelby GT350R è più leggera rispetto alla Shelby GT350 di 59 kg. La GT350R viene fornita con cerchi in fibra di carbonio che pesano soltanto 8 kg ciascuno, rispetto ai cerchi in alluminio della stessa specifica che tipicamente pesano 15 kg ciascuno.
Sono stati rimossi elementi quali l'aria condizionata, l'impianto stereo, i sedili posteriori, la pedana del bagagliaio e la moquette. I silenziatori dello scarico inoltre sono stati rimossi per risparmiare peso, creando un suono del motore scarico più nitido.
Oltre alle ruote in fibra di carbonio, sono presenti uno splitter anteriore più grande e alettone posteriore, Shelby GT350R caratteristiche distinte dettagli di design. Altre modifiche includono pinze dei freni verniciate in rosso. All'interno sono presenti cuciture rosse a contrasto.

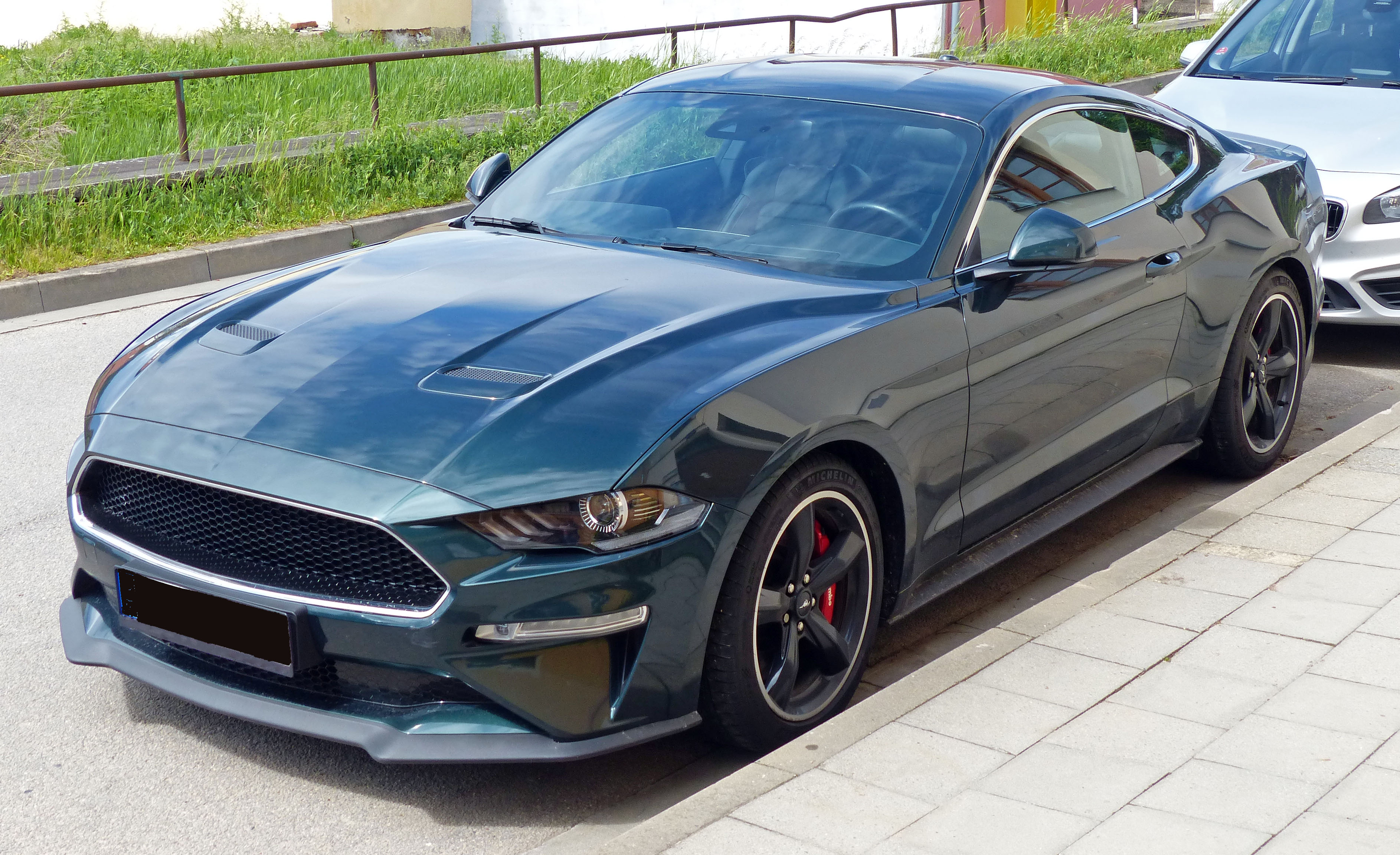
Bullitt

### Bullitt (2019-2023)
Per celebrare il 50º anniversario del film Bullitt, Ford ha presentato al salone di Detroit 2018 una versione celebrativa chiamata Bullitt. La vettura riprende la livrea e alcuni dettagli della Mustang Fastback utilizzata da Steve McQueen nella pellicola cinematografica del 1968. Internamente, la Bullitt si caratterizza per una grafica del quadro strumenti, cuciture e finiture a contrasto e sedili specifici ed unici per questo modello. A muovere la Bullitt c'è la base meccanica è quella della versione GT, con il V8 da 5,0 litri che qui però riceve alcune migliorie come un corpo farfallato più grande da 87 mm, un collettore d'aspirazione derivato dalla GT350 e prese d'aria di raffreddamento di grandi, che permettono di aumentare la potenza a 480 CV (358 kW).L'unica trasmissione disponibile su questo modello è un manuale a sei marce.

### Shelby GT500 (2020–2022)

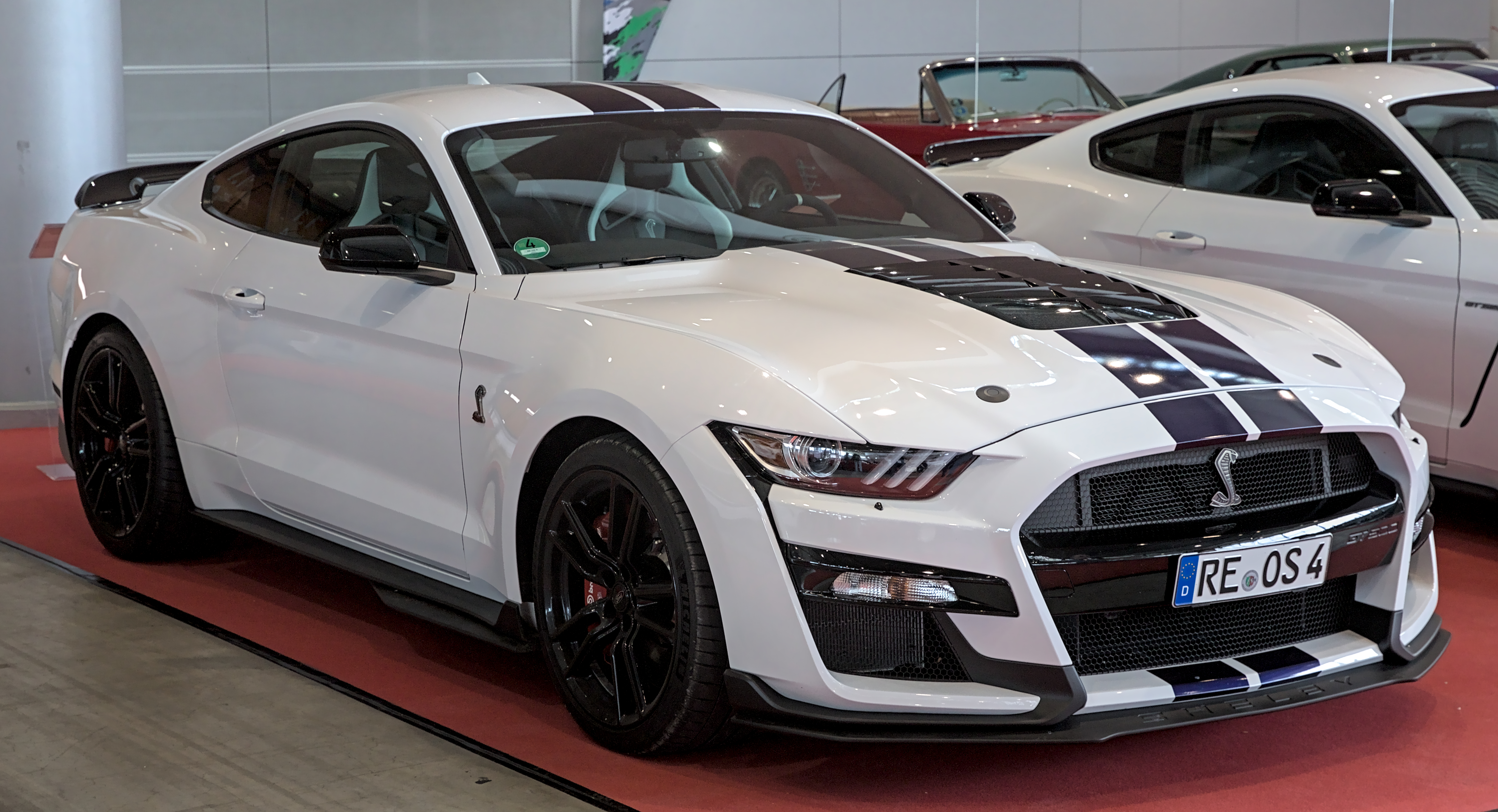
Shelby GT500

Nel 2019 è stata presentata la versione ad alte prestazioni della Mustang, la Shelby GT500. La GT500 è alimentata da un motore V8 sovralimentato con compressore volumetrico basato sul monoblocco del V8 da 5,2 litri della GT350, ma con varie modifiche sia alla testata che all'albero motore che in questa versione è piatto (anziché a croce come in GT350). Queste modifiche hanno portato il propulsore ad erogare 760 CV (567 kW).

### Mach 1 (2021–2023)

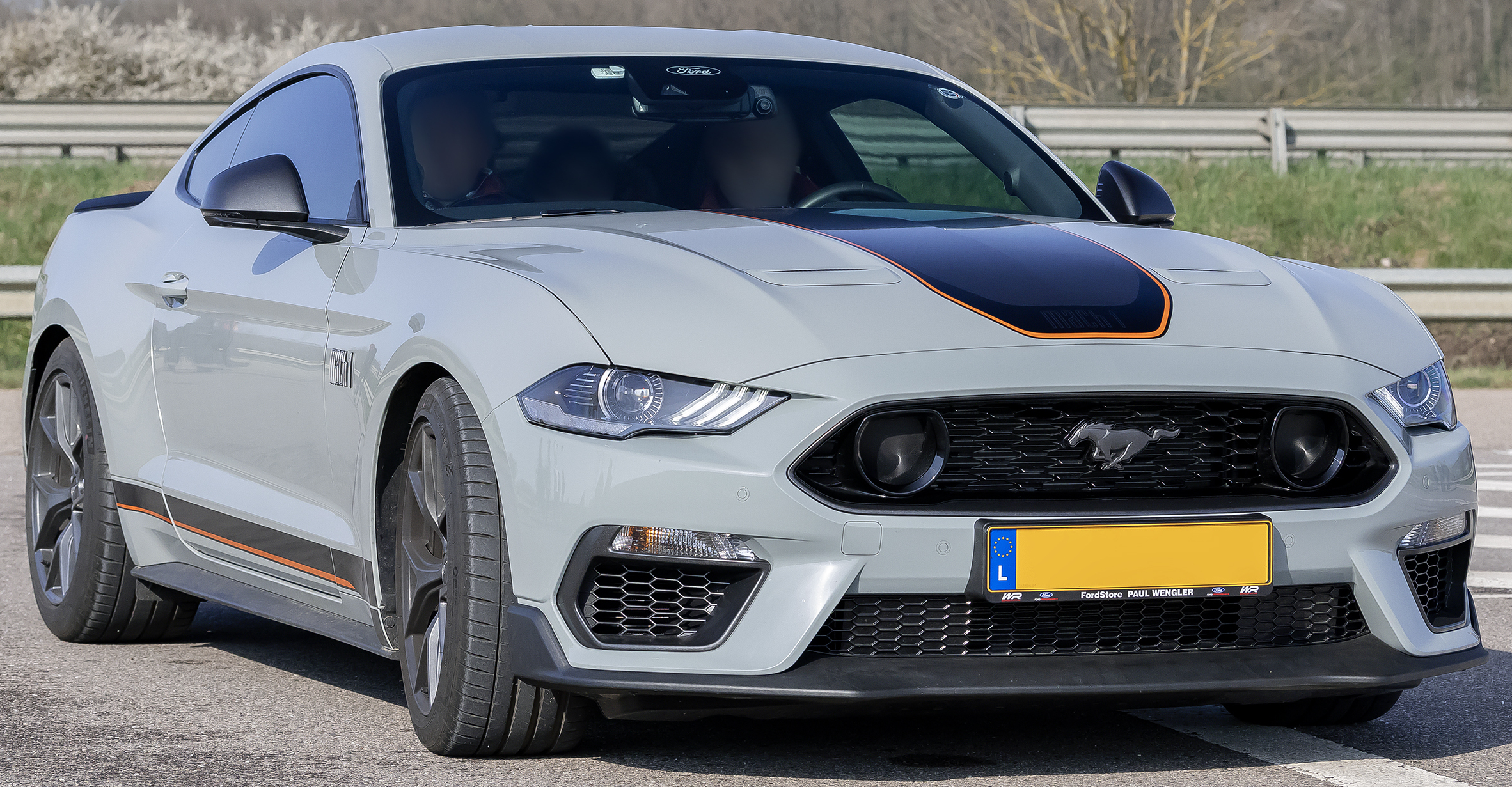
Mustang Mach 1

Nel 2021 la Ford ha introdotto la Mach 1, una versione più sportiveggiante rispetto alle altre Mustang, che si pone tra la GT e la Shelby. Il Mach 1 utilizza il V8 "Coyote" da 5,0 litri aspirato della GT, che qui però è stato oggetto di alcune migliorie e condividendo diverse parti e componenti dai modelli Shelby, che ne hanno incrementato la potenza a 480 CV (358 kW) a 7000 giri/min e la coppia a 569 Nm a 4600 giri/min. 
Il cambio manuale a sei marce Tremec, il collettore di aspirazione, il filtro e radiatore dell'olio e i telaietti ausiliari anteriore e posteriore sono condivisi con la Shelby GT350, mentre l'assale e il diffusore posteriore sono condiviso con la Shelby GT500.

## Motorizzazioni

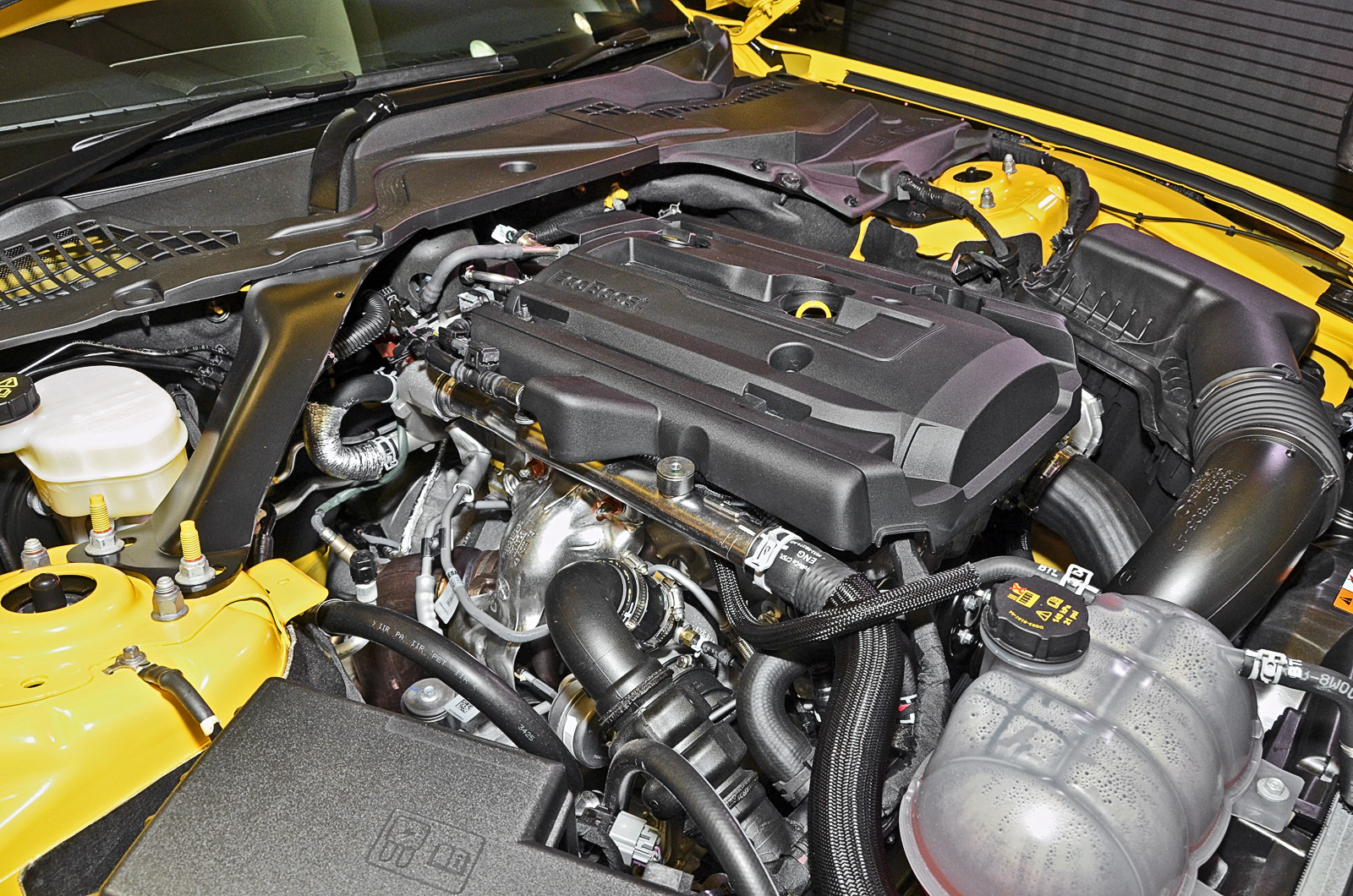
Dettaglio del motore 2.3 litri EcoBoost di una Mustang

In Italia e in Europa sono state commercializzate due delle tre motorizzazioni disponibili negli Stati Uniti: un quattro cilindri a iniezione diretta EcoBoost da 2.3 litri e un V8 aspirato da 5.0 litri "Coyote". Il motore 2.3 litri, che nella Mustang è stato comunque migliorato, aveva già debuttato nel modello del 2015 della crossover Lincoln MKC.
Qui i tecnici della casa dell'ovale hanno utilizzato un turbocompressore a bassa inerzia twin-scroll, che risulta essere più leggero e meno costoso rispetto a un sistema biturbo; la testa dei cilindri integra il collettore di scarico che separa le sponde interne ed esterne dei cilindri in ciascun passaggio di entrata dell'aria al turbo.
Il motore EcoBoost ha anche segnato il ritorno delle Mustang a 4 cilindri, che in passato erano state già prodotte dal 1974 al 1993, oltre ai modelli turbo SVO dal 1984 al 1986.

## Riepilogo versioni
| Modello          | Motore                | Cavalli            | Coppia             | Rapporto di Compressione | Produzione |
| ---------------- | --------------------- | ------------------ | ------------------ | ------------------------ | ---------- |
| Mustang V6       | 3720 cm³ V6           | 304 CV @ 6,500 rpm | 379 Nm @ 4,000 rpm | 10,5:1                   | 2014-2017  |
| Mustang EcoBoost | 2253 cm³ a 4 cilindri | 314 CV @ 5500 rpm  | 434 Nm @ 3000 rpm  | 9,5:1                    | 2014-2023  |
| Mustang GT       | 4949 cm³ V8           | 441 CV @ 6500 rpm  | 542 Nm @ 4250 rpm  | 11,0:1                   | 2014-2023  |
| Shelby GT350     | 5163 cm³ V8           | 533 CV @ 7500 rpm  | 582 Nm @ 4750 rpm  | 12,0:1                   | 2015-2020  |